# 沃得集團
沃得集團有限公司，簡稱沃得集團（英語：Jiangsu World Electromechanical (Group) Company Limited），於1988年，由王偉耀（董事長和總裁）創立名為「丹阳市纺织机附件厂」。
現時業務在中國內地和全球經營生產銷售各種類型機械外，還經營房地產業務，旗下沃得精密機械有限公司則在2006年4月27日於新加坡交易所主板上市。
總部位於中国江苏丹阳市埤城工业园区。

## 連結
- WorldGroup.com.cn （页面存档备份，存于）